# Ludvig Filip af Orléans
Ludvig Filip af Orléans (Louis Philippe Joseph d'Orléans eller Philippe Égalité) (født 13. april 1747 i Saint-Cloud, død 6. november 1793) var en fransk prins, søn af Ludvig Filip 1. af Orléans og Louise Henriette de Bourbon. Han var tipoldesøn af Philippe af Frankrig, Hertug af Orléans, som var Ludvig 14.s yngre bror.

## Efterkommere
Ludvig Filip giftede sig med Louise Marie Adélaïde de Bourbon i Versailles den 6. juni 1769. De blev forældre til blandt andre kong Ludvig-Filip af Frankrig.

## I opposition
I 1785 efterfulgte Ludvig Filip sin far som hertug af Orléans. Fra sin far arvede han også titlerne hertug af Nemours og prins af Joinville. Han var længe et fremtrædende medlem af frimurerlogen.
Ludvig Filip deltog i den amerikanske uafhængighedskrig. Han blev sendt i eksil i en tid, fordi han modarbejdede kongen og dronningen. 

## Philippe Égalité
Ludvig Filip støttede Den Franske Revolution, og han blev medlem af Jakobinerklubben. I denne periode var han kendt som Philippe Égalité (Filip Lighed) eller Citoyen Égalité (Borger Lighed). Men til sidst kom han på kant med regimet og blev henrettet.